# Koutulovití
Koutulovití (Psychodidae) jsou čeleď dvoukřídlého hmyzu. Jde o široce rozšířenou skupinu „much“, jejíž zástupci velikostně nepřesahují několik milimetrů a vzhledem mohou připomínat malé motýly. Vyznačují se kopinatými křídly s nápadnými chloupky, která v klidu drží střechovitě nad zadečkem. Nápadné chloupky vyrůstají v přeslenech i z tykadel. Více než 3 tisíce druhů koutulí se řadí do šesti žijících podčeledí: Sycoracinae, Phlebotominae, Bruchomyiinae, Trichomyiinae, Horaellinae a Psychodinae, přičemž za nejbazálnější je pokládána podčeleď Bruchomyiinae. V rámci samostatné podčeledi Datziinae se řadí některé vyhynulé rody známé z křídového jantaru.
Zástupci podčeledí Phlebotominae, Trichomyiinae a Psychodinae se vyskytují takřka kosmopolitně. Podčeleď Bruchomyiinae má pantropické a subtropické rozšíření, podčeleď Sycoracinae obývá tropy Nového světa a podčeleď Horellinae zase tropy jihovýchodní Asie. Koutulovití bývají vázáni na vlhčí stanoviště, například rod Trichomyia žije pouze ve vlhkých lesích nebo stromových dutinách. Vývoj larev u některých skupin probíhá ve vodě, larvy flebotomů se však vyvíjejí výhradně na souši. U některých koutulí se objevuje fenomén partenogeneze. Celkem dvě linie koutulí přivykly hematofágii: podčeleď Sycoracinae saje krev na obojživelnících, zatímco flebotomové na obratlovcích. Některé koutule v dospělosti potravu nepřijímají.
Význam pro člověka představují zejména flebotomové jakožto přenašeči prvoků rodu Leishmania i původců některých dalších onemocnění. Koutule skvrnitá (Clogmia albipunctata), ač krev nesající druh, představuje škůdce kvůli možnosti přenosu různých patogenů včetně rezistentních bakterií, riziku vyvolávat alergie u citlivých jedinců a případně i myiáze. V Evropě tento druh závisí zejména na zdrojích odpadních vod v synantropním prostředí.